# 米夏埃尔·布赫海特
米夏埃尔·布赫海特（德語：Michael Buchheit，1967年10月25日—），德国男子赛艇运动员。他曾代表西德、德国参加世界赛艇锦标赛，获得三枚金牌和二枚铜牌。他也曾参加1996年夏季奥林匹克运动会。